# Le Gentil (cráter)
Le Gentil es un cráter de impacto que se encuentra en la parte suroeste de la Luna, cerca del terminador, y está casi unido al borde sur de la enorme planicie amurallada Bailly. Al sureste se halla el gran cráter Drygalski. Debido a su ubicación, este cráter presenta un considerable escorzo al ser visto desde un ángulo oblicuo por los observadores desde la Tierra.
|  |

Como formación, este cráter ha sido profundamente erosionado por los impactos, presentando un perfil muy desgastado que es poco más que una depresión en la superficie. El reborde aparece como una cresta circular con hendiduras y muescas en las que pequeños cráteres han arrancado la superficie. El suelo interior está cubierto por una multitud de pequeños impactos y dos pequeños cráteres: Le Gentil C y Le Gentil B. Un cráter menor está conectado al borde oriental de Le Gentil C.

## Cráteres satélite
Por convención estos elementos son identificados en los mapas lunares poniendo la letra en el lado del punto medio del cráter que está más cercano a Le Gentil.
|           | \| Le Gentil \| Coordenadas \| Diámetro \| \| --------- \| ------------------------------ \| -------- \| \| A \| 74°36′S 52°24′O / -74.6, -52.4 \| 33 km \| \| B \| 75°00′S 73°00′O / -75.0, -73.0 \| 16 km \| \| C \| 74°24′S 75°06′O / -74.4, -75.1 \| 19 km \| \| D \| 74°36′S 63°48′O / -74.6, -63.8 \| 12 km \| \| G \| 71°48′S 58°48′O / -71.8, -58.8 \| 17 km \| |          |
| Le Gentil | Coordenadas | Diámetro |
| A         | 74°36′S 52°24′O / -74.6, -52.4 | 33 km    |
| B         | 75°00′S 73°00′O / -75.0, -73.0 | 16 km    |
| C         | 74°24′S 75°06′O / -74.4, -75.1 | 19 km    |
| D         | 74°36′S 63°48′O / -74.6, -63.8 | 12 km    |
| G         | 71°48′S 58°48′O / -71.8, -58.8 | 17 km    |